# Klitoris
Klitoris (grč. κλειτορίς) ili dražica, ženski spolni organ. U čovječje vrste, njegov dio koji nalikuje dugmetu smješten je blizu prednjega spoja malih usana, iznad vaginalnog otvora. Za razliku od odgovarajućega muškog organa (penis), klitoris ne posjeduje produženi dio mokraćnoga kanala i jedina mu je uloga poticanje seksualnog zadovoljstva. Jedini poznati izuzetak je pjegava hijena, kod koje je urogenitalni sustav preinačen tako da ženka mokri, razmnožava se i rađa kroz uvećani, erektivni klitoris.

## Vanjske poveznice

### Ostali projekti
|  | Zajednički poslužitelj ima stranicu o temi Vagina |